# Rebecca Sugar

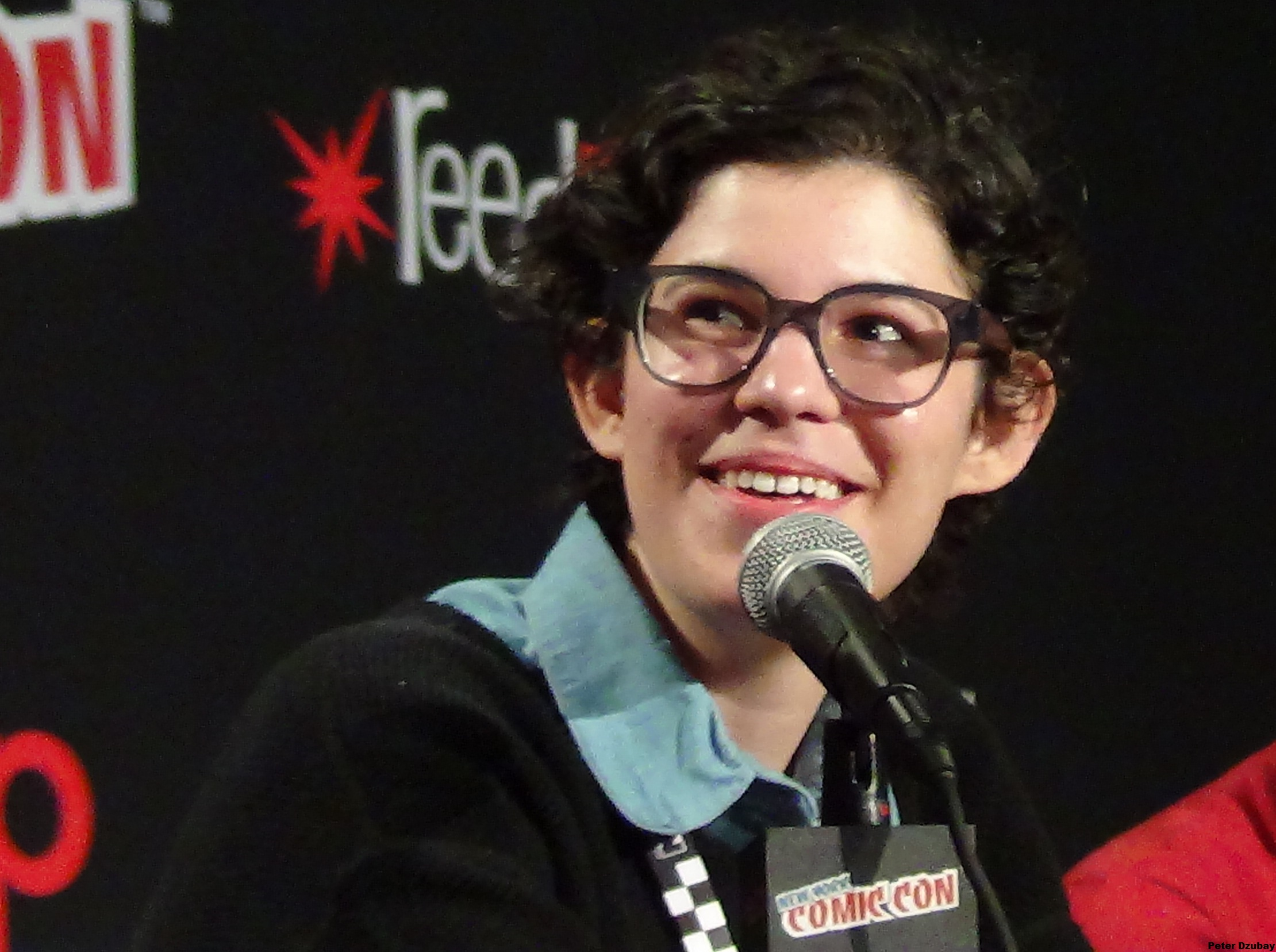
Rebecca Sugar (2014)

Rebecca Sugar (* 9. Juli 1987 in Silver Spring, Maryland) ist eine US-amerikanische Zeichentrickfilmerin und Komponistin, bekanntgeworden ab 2010 als Drehbuchautorin und Storyboard-Zeichnerin der Animations-Fernsehserie Adventure Time – Abenteuerzeit mit Finn und Jake. Sugar ist Schöpferin der Zeichentrickserie Steven Universe (ab 2013).

## Leben
Rebecca Sugar wuchs in Silver Spring im US-Bundesstaat Maryland auf und besuchte neben der Highschool das Visual Arts Center der Einstein High in Maryland. Ihre künstlerische Ausbildung erhielt sie an der School of Visual Arts in New York.
Ihre erste Anstellung war als Storyboard-Revisionistin für die erste Staffel von Adventure Time, und sie wurde für die zweite Staffel zur Storyboardzeichnerin befördert. Für ihre Arbeit als Zeichnerin und Drehbuchautorin für Adventure Time wurde sie unter anderem 2011 und 2013 für den Emmy, und 2012 für den Annie Award nominiert. Das Forbes Magazine führte sie 2012 wegen ihrer Autorschaft „vieler der besten Folgen“ von Adventure Time auf einer Liste von 30 führenden Hollywood-Persönlichkeiten unter 30 auf.
2013 verließ Sugar die Crew von Adventure Time, um als erste Frau Schöpferin und Verantwortliche („Showrunner“) einer Cartoon Network-Zeichentrickserie zu werden: Steven Universe. Beide Serien wurden auch auf Deutsch veröffentlicht.
Sugar ist bisexuell und identifiziert sich als nichtbinäre Frau, was sie durch zahlreiche LGBT-Bezüge in Steven Universe zum Ausdruck bringt. Auf ihrem Twitter-Account erklärt Sugar, sowohl mit weiblichem als auch mit dem singularen Fürwort they bezeichnet werden zu wollen.

## Filmografie
- 2010–2013: Adventure Time – Abenteuerzeit mit Finn und Jake (Adventure Time, Fernsehserie; Drehbuchautorin, Storyboardzeichnerin und -revisionistin)
- 2012: Hotel Transsilvanien (Hotel Transylvania; Storyboardzeichnerin)
- 2013–2019: Steven Universe (Fernsehserie; Schöpferin, Drehbuchautorin, Storyboardzeichnerin)
- 2019: Steven Universe: Der Film (Musical-Zeichentrick-Fernsehfilm; Regie)[11]
- 2019–2020: Steven Universe Future (Fernsehserie; Schöpferin)